# Episodi di Chicago P.D. (sesta stagione)
La sesta stagione della serie televisiva Chicago P.D., composta da 22 episodi, è stata trasmessa sul canale statunitense NBC dal 26 settembre 2018 al 22 maggio 2019.
In Italia la stagione è andata in onda in prima visione assoluta su Premium Crime dal 12 marzo al 6 agosto 2019. In chiaro è stata trasmessa su Italia 1 dal 30 giugno al 18 agosto 2020.
Gli episodi Lieto fine e Uomini onesti fanno parte di due rispettivi crossover entrambi trasmessi su Premium Action rispettivamente il 1º marzo e il 31 maggio 2019: il primo episodio fa parte di un crossover con Chicago Fire e Chicago Med, mentre il secondo episodio solo con Chicago Fire.
| nº | Titolo originale     | Titolo italiano                  | Prima TV USA      | Prima TV Italia |
| -- | -------------------- | -------------------------------- | ----------------- | --------------- |
| 1  | New Normal           | Tutto come prima                 | 26 settembre 2018 | 12 marzo 2019   |
| 2  | Endings              | Lieto fine                       | 3 ottobre 2018    | 1º marzo 2019   |
| 3  | Bad Boys             | Cattivi ragazzi                  | 10 ottobre 2018   | 26 marzo 2019   |
| 4  | Ride Along           | Giro di pattuglia                | 17 ottobre 2018   | 2 aprile 2019   |
| 5  | Fathers and Sons     | Padri e figli                    | 24 ottobre 2018   | 9 aprile 2019   |
| 6  | True or False        | Vero o falso                     | 31 ottobre 2018   | 16 aprile 2019  |
| 7  | Trigger              | Questione di secondi             | 7 novembre 2018   | 23 aprile 2019  |
| 8  | Black and Blue       | Nero o blu                       | 14 novembre 2018  | 30 aprile 2019  |
| 9  | Descent              | Dipendenze                       | 5 dicembre 2018   | 7 maggio 2019   |
| 10 | Brotherhood          | Una squadra                      | 9 gennaio 2019    | 14 maggio 2019  |
| 11 | Trust                | Fiducia                          | 16 gennaio 2019   | 21 maggio 2019  |
| 12 | Outrage              | Collera                          | 23 gennaio 2019   | 28 maggio 2019  |
| 13 | Night in Chicago     | Una notte a Chicago              | 6 febbraio 2019   | 4 giugno 2019   |
| 14 | Ties That Bind       | Legami che uniscono              | 13 febbraio 2019  | 11 giugno 2019  |
| 15 | Good Men             | Uomini onesti                    | 20 febbraio 2019  | 31 maggio 2019  |
| 16 | The Forgotten        | Casi dimenticati                 | 27 febbraio 2019  | 25 giugno 2019  |
| 17 | Pain Killer          | Antidolorifici                   | 27 marzo 2019     | 2 luglio 2019   |
| 18 | This City            | Una città in guerra              | 3 aprile 2019     | 9 luglio 2019   |
| 19 | What Could Have Been | Quello che avrebbe potuto essere | 24 aprile 2019    | 16 luglio 2019  |
| 20 | Sacrifice            | Sacrificio                       | 8 maggio 2019     | 23 luglio 2019  |
| 21 | Confession           | Confessione                      | 15 maggio 2019    | 30 luglio 2019  |
| 22 | Reckoning            | Regolamento di conti             | 22 maggio 2019    | 6 agosto 2019   |

## Tutto come prima
- Titolo originale: New Normal
- Diretto da: Eriq LaSalle e Constantine Makris (non accreditato)
- Scritto da: Rick Eid e William N. Fordes (non accreditato)

### Trama
L'Intelligence della Polizia di Chicago subisce le conseguenze della morte di Olinsky e Voight viene sospeso per aver sparato e ucciso il mandante dell'omicidio di Olinsky a sangue freddo. Però l'Intelligence ha un nuovo caso: dovranno indagare su una serie di morti sospette dovute ad un'overdose di eroina. Più tardi, sia Ruzek che Dawson sono quasi ai ferri corti e si scontrano anche in una violenta rissa. Al funerale di Olinsky partecipa tutta la squadra ad eccezione di Voight che assiste a distanza.

## Lieto fine
- Titolo originale: Endings
- Diretto da: David Rodriguez
- Scritto da: Gwen Sigan

### Trama
Uno dei pazienti del Chicago Med scompare dopo un incendio di un condominio di 25 piani. L'Intelligence scopre che quest'ultima aveva estratto un chip dal suo corpo, facendo credere di essere coinvolta in un traffico di droga, organizzato dal cartello di Sinaloa. Nel frattempo, Halstead è sconvolto dalla morte di suo padre ed è costretto a lasciare il caso.
- Questo episodio conclude un crossover con Chicago Fire e Chicago Med che inizia con l'episodio In guerra e continua con l'episodio Dolorosi distacchi.

## Cattivi ragazzi
- Titolo originale: Bad Boys
- Diretto da: Nick Gomez e Richard Dobbs (non accreditato)
- Scritto da: Timothy J. Sexton

### Trama
L'Intelligence indaga sul rapimento di una ragazza benestante, avvenuto dopo una rapina in cui ha perso la vita un uomo. Scopre che il rapimento era solo una finta e la ragazza ha una relazione con uno dei criminali. Nel frattempo, Voight e la Platt chiedono aiuto alla sovraintendente Katherine Brennan per far riabilitare Olinsky. Inoltre, Ruzek e la Upton hanno una relazione sentimentale.

## Giro di pattuglia
- Titolo originale: Ride Along
- Diretto da: Nicole Rubio
- Scritto da: Gavin Harris e Michael S. Chernuchin (non accreditato)

### Trama
Burgess viene incaricata di fare un giro di pattuglia con un civile che vuole entrare in polizia, fino a quando si imbattono in una sparatoria e il civile scompare. Mentre l'Intelligence indaga sull'accaduto, Burgess è costretta a scegliere se stare alla parte di Voight oppure quello della Brennan, quando va al comitato di revisione. Intanto Dawson diventa dipendente degli antidolorifici.

## Padri e figli
- Titolo originale: Fathers and Sons
- Diretto da: Eriq La Salle e Gloria Muzio (non accreditato)
- Scritto da: Jeffrey Nachmaroff

### Trama
L'Intelligence indaga su uno spaccio di droga che comporta il brutale omicidio di una giovane corriera della droga. Ruzek decide di andare sotto copertura, quando scopre che il padre fa il suo secondo lavoro come buttafuori in un night-club.

## Vero o falso
- Titolo originale: True or False
- Diretto da: Paul McCrane e Constantine Makris (non accreditato)
- Scritto da: Rick Eid e Gavin Harris

### Trama
L'Intelligence indaga sul brutale omicidio della moglie di un consigliere che porta Upton a ricordare la sua infanzia. Frattanto lei e Ruzek mantengono la loro relazione segreta.

## Questione di secondi
- Titolo originale: Trigger
- Diretto da: Carl Seaton
- Scritto da: Todd Robinson e William N. Fordes (non accreditato)

### Trama
L'Intelligence indaga su un attentato avvenuto davanti alla moschea, in cui ha perso la vita un artificiere in congedo. Atwater va sotto copertura per trovare delle prove concrete. Invece le indagini riportano Halstead ai ricordi del suo passato mentre era in Iraq.

## Nero o blu
- Titolo originale: Black and Blue
- Diretto da: Christine Swanson
- Scritto da: Kim Rome e Michael S. Chernuchin (non accreditato)

### Trama
L'Intelligence cerca di incastrare uno spacciatore con l'aiuto di un ragazzo, che viene subito ucciso. Le cose si complicano quando Atwater scopre che la sua nuova amica è coinvolta in un vecchio caso di omicidio. Nel frattempo, il dolore alla spalla di Dawson continua a peggiorare.

## Dipendenze
- Titolo originale: Descent
- Diretto da: Nicole Rubio
- Scritto da: Rick Eid e Timothy J. Sexton

### Trama
La dipendenza di Dawson dagli antidolorifici mette a rischio l'intera squadra quando viene coinvolto nello spaccio di droga. Voight però lo sorprende e cerca di aiutarlo. Più tardi, sua figlia Eva viene rapita e l'Intelligence fa di tutto per trovarla. L'episodio si conclude con la morte del rapitore per mano di Dawson.

## Una squadra
- Titolo originale: Brotherhood
- Diretto da: Mykelti Williamson
- Scritto da: Gwen Sigan e Michael S. Chernuchin (non accreditato)

### Trama
Voight e Ruzek coprono Dawson e lo mandano in una struttura di riabilitazione. Ruzek prova un senso di lealtà nei confronti di Voight e della squadra e si prende la colpa. L'Intelligence indaga su una serie di furti d'auto, di cui uno si è concluso con l'omicidio di una diciottenne. Voight, la Upton e la Platt cercano una via d'uscita per Ruzek.

## Fiducia
- Titolo originale: Trust
- Diretto da: Lily Mariye
- Scritto da: Gavin Harris

### Trama
L'Intelligence indaga sull'omicidio di un noto avvocato difensore, però Voight sospetta che il sovraintendente, candidato a sindaco di Chicago, Brian Kelton, potrebbe essere coinvolto con un sospettato del crimine. Nel frattempo, Dawson torna dopo un periodo di riabilitazione.

## Collera
- Titolo originale: Outrage
- Diretto da: Vincent Misiano e Constantine Makris (non accreditato)
- Scritto da: Timothy J. Sexton e April Fitsimmons

### Trama
Quando l'Intelligence indaga su un traffico di eroina, Halstead viene riconosciuto da una sua vecchia conoscenza che Halstead e i suoi colleghi avevano arrestato alcuni anni prima. Halstead crede che il criminale abbia fatto sparire una ragazza; più tardi, Ruzek e Burgess vanno sotto copertura; ma il piano va a rotoli e il criminale viene trovato morto da Halstead che diviene sospettato dell'omicidio.

## Una notte a Chicago
- Titolo originale: Night in Chicago
- Diretto da: Eriq La Salle
- Scritto da: Rick Eid e Ike Smith

### Trama
Quando Atwater sta svolgendo un'indagine sotto copertura, per incastrare degli spacciatori di eroina, lui e un suo amico vengono fermati in un posto di blocco dalla polizia e il suo amico viene colpito e ucciso.

## Legami che uniscono
- Titolo originale: Ties That Bind
- Diretto da: Paul McCrane
- Scritto da: Kim Rome, Katherine Visconti e Michael S. Chernuchin (non accreditato)

### Trama
Ruzek e Burgess vanno sotto copertura a una finta vendita di armi con un trafficante d'armi nella speranza di risalire a chi produce i mitra irrintracciabili, ma qualcosa va storto e finiscono in una sparatoria in cui ad avere la peggio è il criminale. Più tardi Burgess e Upton vengono rapite. Nel frattempo, Burgess scopre la relazione tra Ruzek e Upton ma non dice niente.

## Uomini onesti
- Titolo originale: Good Men
- Diretto da: Donald Petrie
- Scritto da: Gwen Sigan

### Trama
L'intelligence scopre che un pompiere aiuta dei ladri nei furti con scasso fornendogli la chiave passepartout per entrare negli appartamenti. Ma il pompiere viene trovato ucciso. Nel frattempo Price tenta di persuadere Voight di entrare nella politica, ma niente da fare.
- Questo episodio conclude un crossover con Chicago Fire che inizia con l'episodio Sotto copertura (7x15).

## Casi dimenticati
- Titolo originale: The Forgotten
- Diretto da: Eriq La Salle
- Scritto da: Gavin Harris e William N. Fordes (non accreditato)

### Trama
Dopo aver risolto un altro caso per l'Intelligence, una degli informatori di Voight scompare misteriosamente, ma lui scopre che è stata rapita da un serial killer. Nel frattempo, Price cerca di convincere ancora una volta Voight ad entrare in politica, ma lui rifiuta.

## Antidolorifici
- Titolo originale: Pain Killer
- Diretto da: Nicole Rubio e Constantine Makris (non accreditato)
- Scritto da: Timothy J. Sexton e Richard Sweren (non accreditato)

### Trama
Il caos invade Chicago quando Price viene colpito da un cecchino: l'Intelligence scopre che qualcuno prende di mira i membri delle forze dell'ordine e gli impiegati statali. Voight scava più a fondo e scopre che il sospettato era una sua vecchia conoscenza.

## Una città in guerra
- Titolo originale: This City
- Diretto da: Carl Seaton
- Scritto da: Rick Eid e Gwen Sigan

### Trama
Voight e Price si uniscono per costruire un'offerta di pace all'esplodere della violenza tra gang dopo che una madre di due figli viene uccisa. Nel frattempo, la relazione tra Burgess e il consulente di Kelton, Blair Williams, continua.

## Quello che avrebbe potuto essere
- Titolo originale: What Could Have Been
- Diretto da: Eriq La Salle
- Scritto da: Rick Eid e Gwen Sigan

### Trama
L'Intelligence indaga sull'omicidio di Blair, il consulente politico di Kelton con cui Burgess aveva una relazione, Voight sospetta che Blair sia coinvolto in un giro di droga, ma per Burgess non è così, infatti per lei l'omicidio sembra essere collegato al candidato sindaco Price.

## Sacrificio
- Titolo originale: Sacrifice
- Diretto da: John Hyams
- Scritto da: Gavin Harris

### Trama
L'Intelligence indaga su una serie di rapine farmaceutiche, in cui la relazione tra Ruzek e Upton interferisce sul caso. Infine, la Platt dà i consigli a Upton, che dice a Ruzek che è meglio chiudere la relazione per evitare il peggio.

## Confessione
- Titolo originale: Confession
- Diretto da: Carl Seaton
- Scritto da: Timothy J. Sexton e Michael S. Chernuchin (non accreditato)

### Trama
L'Intelligence è alle prese di un omicidio collegato ad una vecchia conoscenza di Dawson, che si sente in colpa per aver perso un informatore anni prima. Inoltre, Voight fa tutto il possibile per togliere di mezzo Kelton una volta per tutte, prima che distrugga la squadra.

## Regolamento di conti
- Titolo originale: Reckoning
- Diretto da: Eriq La Salle
- Scritto da: Rick Eid e Gwen Sigan

### Trama
L'Intelligence cerca di raccogliere le prove per impedire a Kelton di diventare nuovo sindaco di Chicago e di distruggere l'Intelligence. Per farlo, è necessario rintracciare uno dei confidenti dello spaccio di droga di Kelton, che tuttavia verrà assassinato. Nel frattempo, gli Affari Interni credono che Ruzek abbia mentito e coperto Dawson per i suoi crimini. Voight preoccupato per il futuro dell'Intelligence chiede a Jay (l'unico rimasto fedele a se stesso) di occuparsi della squadra, prima di sparire. L'episodio si conclude con Ruzek arrestato, Dawson che ha ripreso a drogarsi di antidolorifici, Kelton che viene trovato assassinato e Voight che si allontana dalla scena del crimine.